# Ида фон Бургхаузен
Ида фон Бургхаузен (на немски: Ida von Burghausen; † сл. 26 януари 1210) от странична линия на род Зигхардинги е графиня от Бургхаузен и чрез женитба графиня на Плайн (в провинция Залцбург) и Хардег (в Долна Австрия).

## Произход
Тя е по-голямата дъщеря на граф Гебхард I фон Бургхаузен († 1163) и съпругата му маркграфиня София фон Ветин-Майсен († сл. 1190), дъщеря на маркграф Конрад I фон Майсен († 1157) и графиня Луитгардис фон Равенщайн († 1146), дъщеря на граф Адалберт фон Равенщайн († ок. 1121) и Бертрада (Берта) фон Бол от фамилията Хоенщауфен († сл. 1120/пр. 1142), сестра на крал Конрад III († 1152), дъщеря на император Хайнрих IV († 1106).

## Фамилия
Ида фон Бургхаузен се омъжва ок. 1164 г. за граф Луитполд фон Плайн-Хардег († 17 юни 1193), син на граф Луитполд I фон Плайн († 22 януари 1164) и Ута фон Пайлщайн († пр. 22 ноември 1170). Те имат децата:
- Луитолд III фон Плайн-Хардег († 27 август 1219 в битка при Тревизо), граф на Хардег (1198), граф на Плайн (1203), фогт на Гьотвайг (1205), фогт на Михаелбойерн (1213), баща на Луитолд IV († 6 ноември 1248), и на Хайлвиг фон Плайн († сл. 15 февруари 1256), омъжена за Хайнрих II фон Шаунберг († 25 юли 1276)
- Гебхард I фон Плайн († 10 октомври 1232), епископ на Пасау (1222 – 1232)
- София († сл. 12 октомври 1210), омъжена сл. 14 ноември 1200 г. за граф Ото фон Лебенау († ок. 8 март 1205)
- дъщеря († сл. 1180), монахиня в Адмонт
- вер. Конрад († сл. 5 март 1234)
- вер. Кунигунда фон Плайн-Хардег († 1273), омъжена ок. 1216 г. за Гундакер III фон Щархемберг-Щайнбах-Вилдберг († 1240/1245/1253)